# Kaohsiung Challenger 2007
Il Kaohsiung Challenger 2007 è stato un torneo di tennis facente parte della categoria ATP Challenger Series nell'ambito dell'ATP Challenger Series 2007. Il torneo si è giocato a Kaohsiung in Taiwan dal 12 al 18 novembre 2007 su campi in cemento.

## Vincitori

### Singolare
Lu Yen-hsun ha battuto in finale  Dudi Sela con il punteggio di 6–3, 6–3

### Doppio
Stephen Amritraj /  Dudi Sela hanno battuto in finale  Rik De Voest /  Pierre-Ludovic Duclos con il punteggio di 6–4, 7–6(4)